# Eisenbahnunfall von Sudbury
Bei dem Eisenbahnunfall von Sudbury stürzte am 21. Januar 1910 ein entgleisender Zug der Canadian Pacific Railway in einen Fluss. Bei dem Unglück kamen mindestens 43 Menschen um Leben, moderne Untersuchungen und Zählungen gehen inzwischen von bis zu 70 Toten aus.
Der „Soo-Express“ befand sich auf der Fahrt von Montreal nach Minneapolis. Dazu musste er 77 km westlich von Sudbury, nahe der Siedlung Nairn im Sudbury District, Ontario, den Spanish River auf einer Brücke überqueren. Unmittelbar vor der Brücke entgleiste der Zug. Zwei Wagen versanken in dem hier neun Meter tiefen Fluss, ein weiterer wurde am Widerlager der Brücke zertrümmert. Bevor der eine Wagen im Fluss versank, gelang es einem Schaffner noch mit einer Axt ein Loch in die Seitenwand zu schlagen und sieben Menschen daraus zu retten. Dafür erhielt er die Albert Medal.